# Саїд-бей Булгаков
Саїд-бей Булгаков (21 лютого 1859, Коккози, Таврійська губернія — 1939, Кисловодськ, Орджонікідзевський край) — кримськотатарський дворянин, дійсний статський радник, меценат. Таврійський губернський предводитель дворянства (1917).

## Біографія
Народився 21 лютого 1859 року у селі Коккози. Походив із роду Булгакових, які прибули до Криму з території Туреччини у XVIII столітті. Батько Алі Бей Булгаков (1810-і роки — 1892) — дворянин, меценат. Мати — Решиде-ханим, дочка муфтія Криму.
Освіту здобув вдома. У 18 років пішов на службу. Спочатку служив у канцелярії предводителя дворянства Перекопського повіту, а пізніше працював у штаті канцелярії Таврійського депутатського Дворянського зібрання, був депутатом від Ялтинського повіту. Разом із батьком у складі делегації Таврійської губернії був присутній на коронації імператора Олександра III у 1883 році. На згадку про це Саїд-бею Булгакову було надано медаль «На згадку про коронацію імператора Олександра III» для носіння в петлиці на Олександрівській стрічці. Наступна коронація в Росії — імператора Миколи II, — пройшла 14 травня 1896 і Саїд-бей Булгаков знову увійшов до складу делегації від Таврійської губернії. У 1912 році, як предводитель Євпаторійського дворянства, дійсний статський радник Саїд-бей Булгаков входив до складу делегації від Таврійського дворянства для поїздки до Москви на відкриття пам'ятника Олександру III.
Дата вступу в службу — 1876, в класному чині — з 1886, дійсний статський радник з 1911 року.
З 1910 по 1917 роки був незмінним предводителемЄвпаторійського повітового дворянства. В 1917 виконуючий обов'язки таврійського губернського предводителя дворянства, предводитель Євпаторійського повітового дворянства.

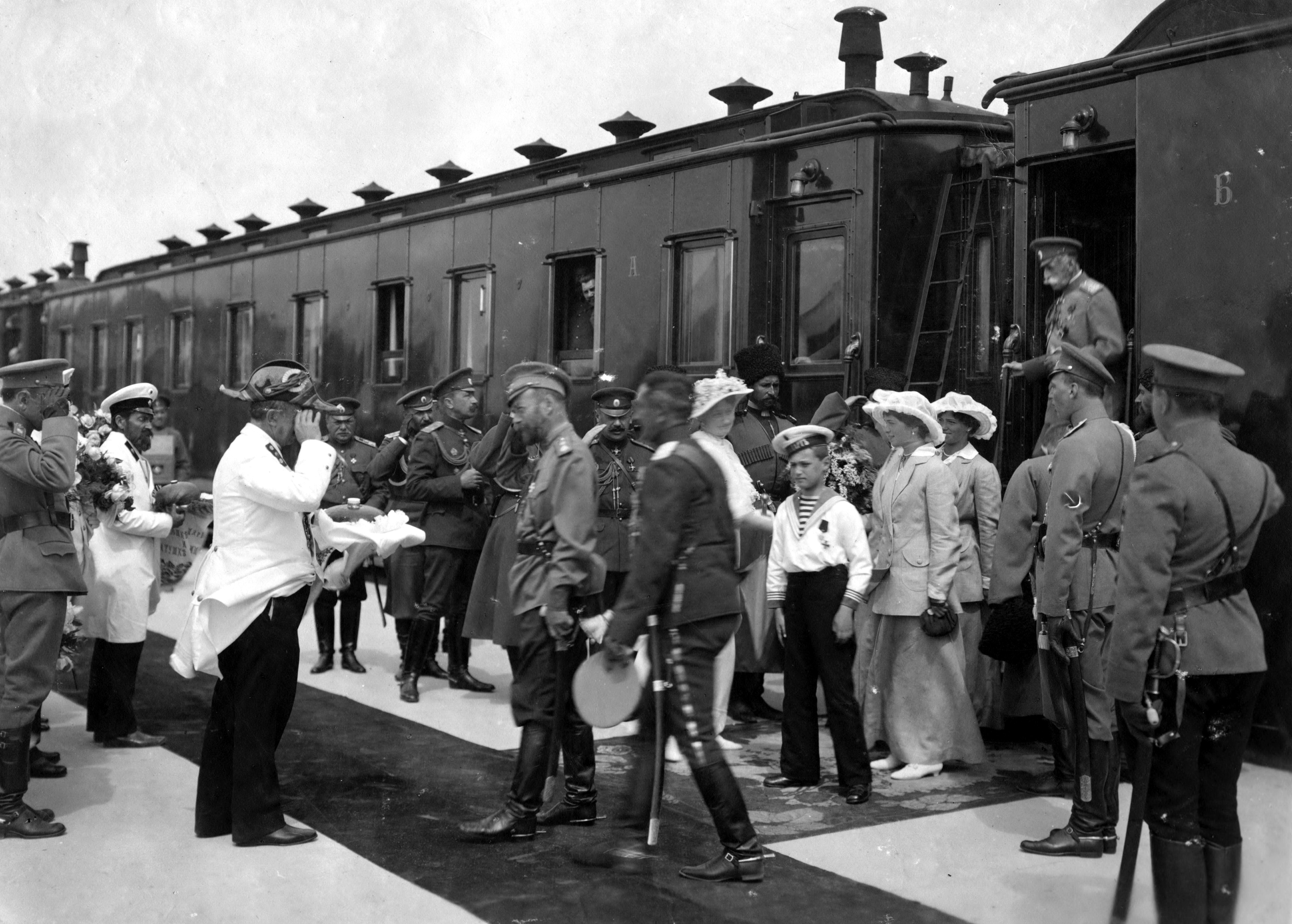
Булгаков вітає Миколу II у Євпаторії, 1916 рік

У 1909 році у складі делегації брав участь у зустрічі з головою Ради міністрів Російської імперії Петром Столипіним у Санкт-Петербурзі. Зустрічав імператора Миколу II у складі інших представників Таврійської губернії під час його прибуття на вокзал Євпаторії 16 травня 1916 року.
З 1912 — дійсний член Таврійської вченої архівної комісії (з 1923 — Таврійське товариство історії, археології та етнографії).
Після Жовтневої революції 1917 року разом із сім'єю переїхав до Туреччини, проте потім повернувся до Криму. Зі встановленням влади більшовиків вся власність Булгакова була націоналізована. У другій половині 1920-х років Булгакові переїхали до Кисловодська.
Помер 1939 року в Кисловодську.

## Громадська діяльність
Саїд-бей Булгаков був відомий як меценат. Був почесним членом Губернської опіки дитячих притулків, Кримського мусульманського благодійного товариства. З 1897 по 1907 був другим почесним опікуном Сімферопольської татарської вчительської школи. У 1905 Булгакова обрали почесним опікуном Сімферопольської школи-рушді. 1908 року в селі Булгак він профінансував будівництво земської школи. В 1915 році Саїд Бей стає почесним піклувальником Сімферопольської приватної гімназії заснованої М. А. Волошенком.
Допомагав Ісмаїлу Гаспринському у роботі над газетою «Терджиман». Заснував премію у розмірі 500 рублів для автора кращої збірки матеріалів етико-дидактичного змісту кримськотатарською мовою.

## Власність
Після смерті батька успадкував його землеволодіння (4827 десятин на 1914).
У 1908 році викупив садибу в Сімферополі, що знаходиться зараз за адресою вул. Горького, 22 / Желябова, 14, у дочок перекопського купця І. Ляске Марії та Олени. Булгаков також збудував чи придбав садибу для рідної сестри Айше-ханим. Зараз садиба розташована за адресою Червонопрапорна, 41 (Старе місто Сімферополя).
Після встановлення радянської влади власність Саїд-Бей Булгакова була націоналізована. На користь радянської держави відійшли сади, ліс, орні ділянки, різні будівлі, маєток у Коккозі (двоповерховий житловий будинок, житловий одноповерховий будинок, флігель з верандою, літня кухня, каретний сарай, гараж, будинок для робітників, стайня, комора, сарай для тварин, пташник). З маєтку було вивезено сім розписних шаф, комод, дерев'яний стіл, 11 розкладних дерев'яних столів, два м'які дивани, диван дерев'яний, три м'які крісла, крісло-гойдалка, вісім віденських стільців, 11 ліжок, два дзеркала, настінних картин, посуд.
Садиба Саїд-бея Булгакова в Сімферополі перейшла у власність міста в 1922 році.

## Сім'я
Тричі перебував у шлюбі. Від першого шлюбу — дочка Шахсіне (нар. 1881). У другому шлюбі перебував із дочкою мусульманського священика Фейзулли ефенді Ельмас-ханим. Від цього шлюбу — дочка Девлет-ханим (нар. 1886). Третя дружина — Фатіма Кадиєва. У третьому шлюби мав п'ятьох дітей — Еміне (нар. 1895), Зегіді (нар. 1902) і Решиді (нар. 1910) Хуршида (нар. 1899) і Бегадіна (нар. 1907).

## Нагороди
- Медаль «На згадку про коронацію імператора Олександра III» (1883)
- Орден Святого Володимира 4-го ступеня (1897)[4]
- Орден Святого Станіслава 2-го ступеня (1901)[4]
- Орден Святої Анни 2-го ступеня (1906)[4]
- Орден Святого Володимира 3-го ступеня (1915)[4]
- Відзнака «За працю із землеустрою»[4]

## Пам'ять
У романі "О, юність моя! " поета Іллі Сельвінського Саїд Бей Булгаков став прототипом персонажа Булатова.
Іменем Саїд-бея Булгакова названо вулиці в мікрорайоні Ісмаїл-Бей міста Євпаторії.